# Tawan Arun
 (avril 2025).
Motif : Je ne vois rien de centré sur lui
- Archive Wikiwix
- Bing
- Cairn
- DuckDuckGo
- E. Universalis
- Gallica
- Google
- G. Books
- G. News
- G. Scholar
- Persée
- Qwant
- (zh) Baidu
- (ru) Yandex
- (wd) trouver des œuvres sur Wikidata

| 1. | Préciser le motif de la pose du bandeau. | Précisez le motif de la pose du bandeau en utilisant la syntaxe suivante : {{admissibilité à vérifier\|date=avril 2025\|motif=remplacez ce texte par le motif}}                 |
| 2. | Informer les utilisateurs concernés.     | Pensez à avertir le créateur de l'article, par exemple, en insérant le code ci-dessous sur sa page de discussion : {{subst:avertissement admissibilité à vérifier\|Tawan Arun}} |

Pour les articles homonymes, voir Arun.
Tawan Arun (né le 7 mars 1982 à Paris) est un cinéaste, graphiste et développeur web franco-allemand.

## Biographie

### Jeunesse et formation
Tawan Arun a grandi à Paris et en Alsace en tant que fils d'une mère turco-allemande et d'un père sino-thaïlandais. En 2002 et 2003, il effectue un brevet de technicien supérieur spécialisé en graphisme et édition en deux ans à Paris. De 2005 à 2010, il poursuit ses études en communication visuelle à l'École des beaux-arts de Berlin-Weißensee, où il travaille ensuite comme assistant artistique pendant deux ans. Il a également animé des ateliers et des studios, comme à plusieurs reprises entre 2010 et 2020 avec Frédéric Jaeger lors des Journées du cinéma français à Tübingen ou en 2018 à l'École nationale supérieure d'architecture de Nantes ou à l'École des beaux-arts de Berlin-Weißensee.

### Carrière
En 2004, Tawan Arun fonde le studio de conception web et de production documentaire IDFABRIK. Dans un premier temps, son travail s'est concentré sur le genre du web-documentaire interactif, particulièrement populaire à l'époque dans les pays francophones,,,. Ainsi, le titre de sa thèse en 2011 était : Web-documentaires interactifs, état des lieux et perspective. En 2012, il développe avec Joris Rühl le web-documentaire multimédia de 60 minutes Portraits de Frontières, coproduit par TV5 Monde. Le projet a été présenté au Dok Leipzig, au Prix Europa et aux RIDM (Rencontres Internationales du documentaire de Montréal). En 2013, il a remporté le prix du journaliste franco-allemand dans la catégorie multimédia,.
Comme la plupart des web-documentaires basées sur Flash, de nombreuses œuvres de Tawan Arun sont inaccessibles depuis l'arrêt de la technologie Flash Player d'Adobe le 31 décembre 2020. Depuis, Tawan Arun a développé des projets en ligne tels que des sites Internet et des applications multimédias, par exemple pour des artistes (Ulysses Belz, Alex Jordan etc.) ou des groupes d'artistes (Protocole de Rimini, Théâtre et Orchestre Neubrandenburg/Neustrelitz, Umlaut Records, etc.). Depuis 2016, il se concentre davantage sur les productions de documentaires aux récits linéaires. Il a travaillé sur l'image et le son du film Madame B, histoire d'une Nord-Coréenne, présenté en 2016 dans le cadre de la section ACID à Cannes et lauréat du prix Golden Eye du meilleur documentaire international au Festival de Zurich 2016,. Parallèlement, Arun travaillait sur son premier documentaire narratif linéaire, George / Né sous la table, sur un berger du Parc National du Mercantour. En collaboration avec Joris Rühl, il a réalisé le documentaire Gustav-Adolf-Straße, basé sur l'observation à long terme, qui traite des habitants et des hommes d'affaires de la rue du même nom à Berlin-Weißensee,,.
En 2019, Arun avec Christoph Mille, avec l'aide du Media Innovation Center Babelsberg, a conçu le plugin VR-IME (VR Interactive Music Experience) pour le moteur de jeu 3D Unity, qui permet la création d'environnements immersifs audio-réactifs,.
Depuis 2021, Tawan Arun s'intéresse aux thématiques animistes, notamment dans ses derniers projets documentaires Des esprits, des revenants (en Thaïlande) et L’entre deux mondes vaudou (au Bénin), où il filme des rituels et cultes vaudous et examine le phénomène de transe,,. Des extraits des films et une installation sonore ont été présentés lors de l'exposition on the threshold of the invisible de Tawan Arun et Thomas Laigle au Kunsthaus KuLe de Berlin,.

## Filmographie
- 2009 : Die Trägheit der Materie, court métrage
- 2011 : Portraits de Frontières, web-documentaire
- 2012 : Bielutine – La fabuleuse histoire d'une collection, web-documentaire (accompagnant le film Bielutine – Dans le jardin du temps)
- 2012 : Le défi des bâtisseurs, web-documentaire
- 2014 : Views305, web-documentaire[25]
- 2015 : Le journal de bord de Magellan, web-documentaire
- 2016 : Madame B, histoire d'une Nord-Coréenne
- 2020 : George / Né sous la table, film documentaire
- 2023 : Gustav-Adolf-Strasse, film documentaire

## Distinctions

### Récompenses
- 2013 : Prix franco-allemand du journalisme (catégorie Multimédia) pour Portraits de Frontières
- 2016 : Festival international du film de Moscou : Prix du Meilleur Documentaire pour Madame B, histoire d’une Nord-coréenne

### Nominations et sélections
- 2012 : Nomination aux Rencontres internationales du documentaire de Montréal pour Portraits de Frontières
- 2012 : Nomination au 55e DOK Leipzig pour Portraits de Frontières
- 2012 : Nomination au Festival du film de l’environement Paris pour Portraits de Frontières
- 2012 : Nomination au Sheffield DocFest pour Bielutine – La fabuleuse histoire d'une collection
- 2012 : Nomination au 18e Festival Tout Écrans, Genève 2012 pour Bielutine – La fabuleuse histoire d'une collection
- 2014 : Nomination au Festival international du film documentaire d'Amsterdam pour Le défi des bâtisseurs
- 2016 : Nomination au Festival de Cannes, Sélection ACID pour Madame B, histoire d'une Nord-Coréenne
- 2016 : Nomination au Festival du film coréen à Paris pour Madame B, histoire d'une Nord-Coréenne
- 2016 : Nomination au Golden Eye Award au Festival du film de Zurich pour Madame B, histoire d'une Nord-Coréenne